# Митрович, Матия
Ма́тия Ми́трович (серб. Матија Митровић; род. 12 декабря 2004, Белград) — сербский футболист, полузащитник клуба «Вождовац».

## Клубная карьера
Митрович — воспитанник клуба «Црвена Звезда». В октябре 2021 года подписал первый любительский контракт. Выступал за молодёжную команду. 5 апреля 2023 года в матче против «Партизана» он дебютировал в сербской Суперлиге.